# Blakea wilburiana
Blakea wilburiana är en tvåhjärtbladig växtart som beskrevs av Frank Almeda. Blakea wilburiana ingår i släktet Blakea och familjen Melastomataceae. Inga underarter finns listade i Catalogue of Life.